# セガグループ
株式会社セガグループ（英: SEGA Group Corporation）は、セガサミーグループにおいてかつて存在した、エンタテインメントコンテンツ事業（コンシューマゲーム事業、ソーシャルゲーム事業、アーケードゲーム事業、玩具事業、アニメーション事業）を統括していた中間持株会社。セガサミーホールディングス株式会社の完全子会社であった。
グループ企業を含めたコーポレートアイデンティティ（CI）は、Amazing SEGA。

## 概要
セガサミーグループ各事業の収益構造を見直し、かつ成長分野への経営資源投入を可能とする事を整備する事を目的として、セガサミーホールディングスは2014年5月9日に里見治を本部長とした「グループ構造改革本部」を設置した。
セガサミーホールディングスは2014年10月31日に、グループをエンタテインメントコンテンツ事業・遊技機事業・リゾート事業の3事業グループに再編する、収益性の抜本的改善の取り組み、セガ構造改革担当に関する人事の3点を発表し、2015年1月30日に国内における事業効率化の実施、グループ全体で300人の希望退職者の募集を柱とするセガグループの構造改革を発表した。
2015年2月12日にグループ再編が発表され、同年3月26日にはセガが経済産業省に提出していた産業競争力強化法に基づく事業再編計画が経済産業省から認定され、新設分割で設立されるセガホールディングスは租税特別措置法に伴う軽減措置が受けられることになった。2015年4月1日付で、セガサミーグループにおけるゲーム事業子会社やアニメ制作子会社の経営管理およびそれに付帯する業務並びに、IP（知的財産権）管理やALL.NetなどのITインフラの整備・提供などを行う中間持株会社としてセガホールディングスをセガから新設分割で設立した。同時に、セガやサミーが開発したコンシューマーゲームとアーケードゲーム並びに、ソニック・ザ・ヘッジホッグやせがた三四郎などのセガのキャラクターのIP（知的財産権）、「SEGA ID」の管理業務をセガから移管した。セガゲームスやセガ・インタラクティブが発売したゲーム（前身のセガや経営統合前のサミーが発売したタイトルも含む）やセガのキャラクターの知的財産権、セガ羽田1号館・2号館やアミューズメント施設などのセガが所有していた不動産は、2015年4月1日以降はセガホールディングスが保有し、セガゲームス並びにセガ・インタラクティブは製品の開発・製造・販売と付帯業務のみを行い、セガ羽田1号館・2号館やアミューズメント施設などの不動産はセガホールディングスがセガゲームス、セガ・インタラクティブ、セガ エンタテインメント、セガ・ロジスティクスサービスへ賃貸する形となる。
セガホールディングス設立により、セガサミーホールディングスが保有していたセガゲームス、セガ・インタラクティブ、セガトイズ、トムス・エンタテインメント、マーザ・アニメーションプラネット、サミーネットワークスの株式はセガホールディングスへ現物出資の形で譲渡され、セガホールディングスの子会社となった。
2015年10月6日にはセガ製品情報サイトがリニューアルされ、これにより、セガゲームスとセガ・インタラクティブの製品情報、セガ エンタテインメントの店舗情報の他にも、アトラス、セガトイズ、トムス・エンタテインメントなどのグループ各社の製品情報・アニメ作品情報も掲載されるようになり、サイト内のカテゴリも再編された。
2017年5月18日に新しいセガグループのコーポレートアイデンティティ（CI）を制定し、新CIである「Amazing SEGA」を、ゲームタイトルや広告などのブランディングツールとして順次導入する。
2020年4月1日に、株式会社セガグループへ商号変更した。
2021年4月1日付でコーポレート機能等の管理業務を会社分割を行った上で当該業務をセガサミーホールディングスが承継すると同時に、セガグループはセガへ吸収合併され解散した。

### 事業再編計画
設立と同時にセガグループは「成長」・「安定収益」・「縮小・撤退」の3つを柱にした事業再編計画を実施し、その一環としてサミーネットワークスは、2015年11月までにパチンコ・パチスロ・麻雀関連コンテンツ、「777town.net」内のゲームセンター、ラーメン店経営シミュレーションゲームである「ラーメン魂」以外のコンテンツからの撤退を行い、2016年2月29日に行われた取締役会で同年4月1日付でサミーへ全株式を譲渡することを決議し、サミーネットワークスは同年4月1日付でサミーの子会社となり、セガサミーグループにおける事業位置付けをエンタテインメントコンテンツ事業から遊技機事業に変更した。大阪市中央区にあるセガホールディングスが所有していたビル（心斎橋GIGOが入居）も、2016年9月27日に売却され、ビル売却に伴い入居していた心斎橋GIGOは同年9月11日に閉店した。
2017年1月1日付で、Orbi（Orbi YokohamaとOrbi Osaka）の各種権利をセガ・ライブクリエイション（同日付でCAセガジョイポリスへ商号変更）から吸収分割で譲受した。
2017年4月1日付で、マーザ・アニメーションプラネットがセガホールディングスの子会社からトムス・エンタテインメントの子会社になったことに伴い、映像事業を手掛けるグループ会社は全てトムス・エンタテインメントの子会社となった。ライセンス機能も、2018年10月1日にセガサミーホールディングスが新設したグループライセンス本部へ吸収された。
子会社のグループ外企業への譲渡も実施され、インデックス（後のiXIT）全株式は2015年12月1日付で澤田ホールディングスへ8億3000万円で譲渡され、インデックスは澤田ホールディングスの子会社となった。セガ エンタテインメントは、2015年3月期で売上の8%しか満たなかったダイニングダーツバー事業を2016年3月1日にビーリンクへ吸収分割し、ビーリンク全株式は同年4月1日付でマタハリーへ譲渡された。
新型コロナウイルスの影響を受け、セガサミーホールディングスはアミューズメント事業を中心に事業の撤退を進めている。
セガサミーホールディングスは2020年11月4日と11月6日に、セガグループが保有しているセガ エンタテインメントの株式85.1%を同年12月30日付でGENDAへ譲渡する事を発表した他、セガグループ、セガ、セガ・ロジスティクスサービス、トムス・エンタテインメントの4社で希望退職を募集する事を発表した。2020年12月31日を以ってOrbi Yokohamaが閉鎖されたことから、セガサミーグループは1965年から続けてきた日本国内における施設運営事業から撤退した。2021年3月25日にはセガの子会社であり、欧米地域におけるアミューズメント機器の販売を手掛けているSega Amusements International Limitedの全株式を、同年3月30日付で経営陣へMBO方式で売却する事を発表し、Sega Amusements International Limited全株式は予定通り同年3月30日付でMBOにより譲渡された。欧米地域におけるセガのアミューズメント機器の販売は、セガサミーホールディングスがSega Amusements International Limitedに対してセガブランドのライセンスを供与する形態へ変更すると同時に、セガサミーグループは欧米地域におけるアミューズメント機器の販売から撤退し、欧米地域における事業はコンシューマ事業並びにダーツライブが手掛けている事業に集約された。但し、日本国内を含むアジア地域におけるアミューズメント機器の販売並びにSega Amusements Taiwan Ltd.が手掛けているアジア地域におけるアミューズメント施設の運営は、セガ直轄で継続する。

### グループ会社の本社移転
セガサミーホールディングスは2017年3月に、東京都内に分散しているセガサミーグループ各社の内、20社のオフィス機能を、2018年8月に西品川にある住友不動産大崎ガーデンタワーオフィス棟へ集約する事を発表。このうちセガグループでは、2018年8月から2019年2月にかけて、セガホールディングス、セガゲームス（子会社のアトラスとプレイハートも含む）、セガ・インタラクティブ、ダーツライブの本社機能を住友不動産大崎ガーデンタワーオフィス棟へ移転した他（移転日は各社によって異なる）、セガホールディングスは2018年8月6日に本社並びに本店を移転した。なお、TOY・映像事業の各社、セガ・ロジスティクスサービスは本社機能の移転対象とはなっていない他、セガ エンタテインメントの本社も2018年5月にカナルサイドビルから大森本町にある住友不動産大森パークビルへ移転した。
羽田に所在していたセガホールディングス羽田1号館・2号館（セガゲームスとセガ・エンタテインメントの旧本店所在地、セガ・インタラクティブの旧本社・本店所在地）も、セガ・インタラクティブの本社が2019年2月に西品川へ移転したと同時にグループ会社の本社移転が完了したことから、2019年3月22日にトヨタ自動車の子会社であるトヨタモビリティサービスなど2社へ合計約52億円で売却された。セガサミーホールディングスは売却先を公表していなかったが、中裕司がTwitterにてセガホールディングス羽田2号館がトヨタモビリティサービスへ売却されていたことを明らかにした。セガホールディングス羽田1号館・2号館は解体され、セガホールディングス羽田1号館の跡地はサムティに売却され、アコーのメルキュール羽田を2023年冬に開業される予定となっている。セガホールディングス羽田2号館の跡地は2021年1月14日にトヨタレンタカー羽田空港店が穴守稲荷神社近くから移転して開業した。セガは創業の地である羽田からセガ・ロジスティクスサービス東日本事業所を除き撤退することになったが、その東日本事業所も羽田から川崎市に移転した事から、セガは創業の地である羽田から完全に撤退する事になった。

## 主要グループ企業

### 日本

#### コンシューマ事業
- セガ
  - アトラス
  - オアシスパーク
  - セガ エックスディー
  - プレイハート

#### アミューズメント事業
- セガ
- セガ・ロジスティクスサービス
- ダーツライブ
  - ハイブクリエーション

#### TOY・映像事業
- セガトイズ
- トムス・エンタテインメント
  - トムス・フォト
  - トムス・ミュージック
  - テレコム・アニメーションフィルム
  - トムス・ジーニーズ
  - マーザ・アニメーションプラネット

### 海外

#### コンシューマ事業
セガの子会社
- Sega of America, Inc.
- Sega Europe Ltd.
- The Creative Assembly Ltd.
- Sports Interactive Ltd.
- Sega Publishing Europe Ltd.
- Sega Networks Inc.
- SEGA PUBLISHING KOREA LTD.
- Amplitude Studios SAS

アトラスの子会社
- Atlus U.S.A. Inc.

#### アミューズメント事業
セガの子会社
- Sega Shanghai & Co., Ltd.

ダーツライブの子会社
- DARTSLIVE INTERNATIONAL Ltd.
  - DARTSLIVE ASIA Ltd.
  - DARTSLIVE CHINA Ltd.
  - DARTSLIVE KOREA Ltd.
  - DARTSLIVE USA, INC.
  - DARTSLIVE EUROPE Ltd.

#### TOY・映像事業
セガトイズの子会社
- SEGA TOYS (HK) CO., LTD.

トムス・エンタテインメントの子会社
- PT.Toms Media Service Asia(TMS ASIA)
- TMS ENTERTAINMENT USA,INC.
- TMS MUSIC (UK) LTD.
- TMS MUSIC （HK） LIMITED

マーザ・アニメーションプラネットの子会社
- MARZA ANIMATION PLANET USA INC.

#### アミューズメント施設事業
- Sega Amusements Taiwan Ltd. （世雅育楽股份有限公司）

## 過去のグループ企業

### 日本
セガサミーグループ内企業の子会社化もしくはグループ企業へ吸収合併されたり解散した企業
- サミーネットワークス（2016年4月1日付でサミーの100%子会社化）
  - バタフライ（2016年4月1日付でサミーの孫会社化）
- トクシス（2019年4月1日付でマーザ・アニメーションプラネットへ全事業を譲渡したと同時に解散して清算手続に入り、2019年6月30日に清算結了）[31][32][33]
- アルテメイト（2020年4月1日付でギャンビットへ音楽事業を譲渡したと同時に解散して清算手続に入り、セガグループがセガへ吸収合併された後の2021年6月23日に清算結了）[34][35]
- セガ・インタラクティブ（2020年4月1日付でセガへ吸収合併）
- エス・ビー・ベンチャーズ（2021年1月1日付でセガへ吸収合併）[36]

セガサミーグループから離脱した企業
- インデックス（2015年12月1日付で全株式を澤田ホールディングスへ譲渡）[37][38]
- ビーリンク（2016年4月1日付で全株式をマタハリーへ譲渡）[39]
- f4samurai（2020年12月1日に創業者3人の持株が50％を超えたため独立）[40]
- セガ エンタテインメント （2020年12月30日付で株式85.1%をGENDAへ譲渡してセガサミーグループから離脱。セガグループ（2021年4月以降はセガ）はGENDA SEGA Entertainment株式14.9%を継続保有していたが、2022年1月28日に全株式をGENDAへ譲渡）[19][41]

### 海外
セガサミーグループ内企業の子会社化もしくはグループ企業へ吸収合併された企業
- Atlus Holding Inc.（2017年4月1日付でAtlus U.S.A. Inc.へ吸収合併）

セガサミーグループから離脱した企業
- Sega Amusements International Ltd.（2021年3月30日に全株式をKAIZEN ENTERTAINMENT LIMITEDへ譲渡）[24]

## かつて手掛けていた直営事業
- Orbi
  - Orbi Yokohama - セガグループの直営。2013年8月19日開業、2020年12月31日閉館。
  - Orbi Osaka - レッドホースエデュテインメントが運営（ライセンス契約）。2016年1月29日開業、2018年9月30日閉館。
  - Orbi Dubai - マジッド アル フタイム レジャー&エンタテインメントが運営（ライセンス契約）[42]。2017年5月7日開業、2019年4月30日閉館。

## 最近の動向
- 2015年4月に経営危機が表面化したイメージエポック （2015年5月に破産）から、『STELLA GLOW』の知的財産権を譲受している（発売権は子会社のセガゲームスが譲受）。
- サードネットワークス株式会社が提供しているワンタイムパスワードサービス「SecureOTP」が、2015年8月27日以降より頻繁に障害が発生し改善が見込めないことから、これを利用していたセガグループ各種サービスにおいて、2016年9月28日をもって「Google Authenticator」（Google認証）へ完全に移行させた（2015年12月15日から並行して導入していた）。これにより、セガホールディングスが管理する「SEGA ID」、子会社であるセガゲームスのオンラインゲームである「ファンタシースターオンライン2」、同じく子会社であるセガ・インタラクティブが管理している「Aimeサービスサイト」に影響が出た[43][44][45]。
- 2016年9月にテクノソフトの全権利を保有していたトゥエンティワンから、テクノソフトが発売していた全作品の知的財産権を譲受している（製造・販売権は子会社であるセガゲームスが譲受）。
- 2016年10月27日に、ISMとの間で2020年に開催される東京オリンピック関連公式ゲームの開発・販売のライセンス契約を締結した。2020年東京オリンピックに関連するゲームは、2019年から2020年にかけて、『マリオ&ソニック AT 東京オリンピック』『東京2020 ソニック オリンピック』のタイトルで子会社のセガゲームス並びにセガ・インタラクティブ（海外子会社も含む）が独占的に開発・販売を手掛けることになる[46][47]。